# Mörnsheim
Mörnsheim è un comune-mercato di 1 603 abitanti, situato nel Land tedesco della Baviera.